# Fernand Canteloube
Fernand Canteloube (* 3. August 1900 in Aubervilliers; † 16. Juli 1976 in Créteil) war ein französischer Radrennfahrer und Olympiasieger im Radsport.
1920 startete Fernand Canteloube bei den Olympischen Sommerspielen in Antwerpen im Straßenrennen. In der Einzelwertung des Rennens, das als Einzelzeitfahren ausgetragen wurde, belegte er Platz drei. In der Mannschaftswertung, für die die Zeit der besten vier Fahrer eines Teams addiert wurden, errang er gemeinsam mit Georges Detreille, Achille Souchard und Marcel Gobillot die Goldmedaille.
Nach dem Einzelzeitfahren war Canteloube zunächst als Zweiter ausgerufen worden. Aber dann beschloss die Jury, die Zeiten, in denen manche Fahrer an geschlossenen Bahnübergängen hatten warten müssen, abzuziehen, und Canteloube wurde auf den dritten Platz zurückgesetzt.
Anschließend wurde Canteloube Profi. 1922 gewann er die Polymultipliée, und 1923 wurde er Dritter der Gesamtwertung des Critérium du Midi, nachdem er auch eine Etappe gewonnen hatte. 1923 beendete er seine Radsportlaufbahn.